# Seouls universitet
The University of Seoul (UOS) (koreanska: 서울시립대학교), är ett statligt universitet som ligger i stadsdelen Jeonnong-dong i Seoul, Sydkorea. Det grundades som Kyung Sung Public Agricultural College 1918 och döptes om till The University of Seoul 1997.